# Mónica Serra
Sylvia Mónica Allende Serra (Santiago, 20 de maio de 1943) é uma psicóloga chilena naturalizada brasileira. É ex-primeira-dama da cidade e do estado de São Paulo, como ex-esposa de José Serra.

## Biografia

### Família e casamento
Sylvia Mónica Allende Ledezma é filha de um engenheiro e de uma pedagoga e diretora de escola. Católica, foi educada em um colégio de freiras. Possui parentesco, apesar de ser distante, do presidente Salvador Allende.
Mónica e José Serra conheceram-se em dezembro de 1966, durante uma festa na capital chilena. Ele era então um jovem exilado pela ditadura militar no Brasil e ela, uma bailarina integrante do Ballet Nacional Chileno, uma das extensões artísticas da Universidade do Chile. Casaram-se no ano seguinte e tiveram dois filhos, a advogada Verônica e o administrador de empresas Luciano. Como ele estava exilado, Mónica viajou sozinha para o Brasil para conhecer a família de seu marido, em 1968, a qual a aceitou bem.
Quando o golpe militar de 1973 derrubou o governo de Salvador Allende e levou Augusto Pinochet ao poder, a família foi obrigada a se asilar. De acordo com Mónica, seu sobrenome, por ser o mesmo do presidente deposto, não facilitava as coisas, e seu irmão chegou a jogar fora sua carteira de identidade. Partiram então para países como Argentina, Itália e França até se instalarem nos Estados Unidos, onde permaneceram por cerca de seis anos.
Obteve nacionalidade brasileira no ano de 1999.

### Carreira

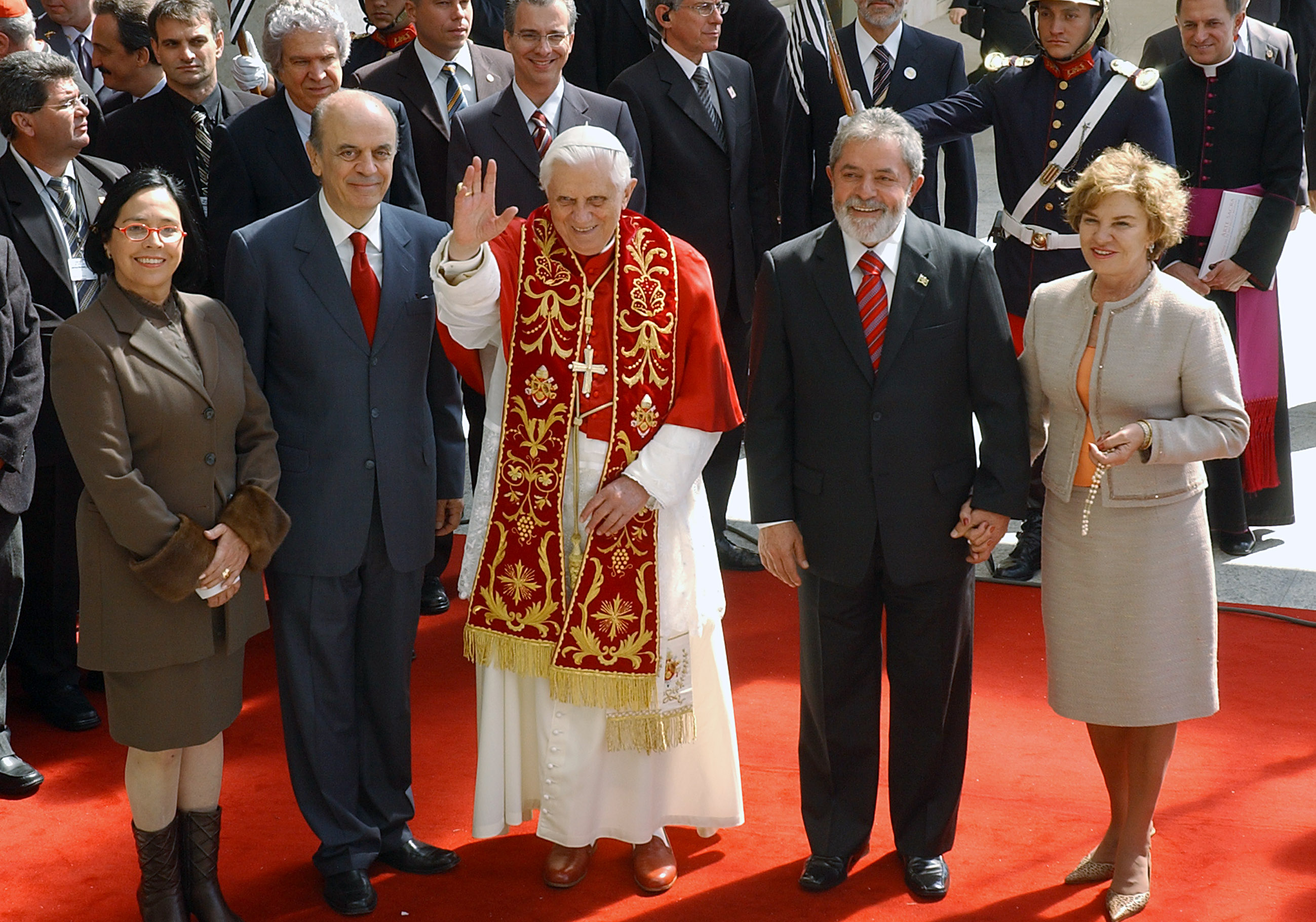
Mónica Serra (canto esquerdo) durante visita do Papa Bento XVI, em maio de 2007.

Depois que deixou o balé no fim dos anos 60, Mónica Serra dedicou-se à sua vida acadêmica. Professora aposentada da Universidade Estadual de Campinas (Unicamp) e assessora pedagógica no Centro Universitário das Faculdades Metropolitanas Unidas, ela possui mestrados nas universidades norte-americanas Cornell e Drexel e um doutorado pela Universidade de São Paulo (USP).

### Primeira-dama de São Paulo
Como primeira-dama de São Paulo, Mónica coordenou o Fundo Social de São Paulo, organização responsável por atividades sociais e filantrópicas em todo o estado. Seu gabinete ficava no Parque da Água Branca.
Além disso, Mónica Serra é a fundadora das organizações não-governamentais Arte Sem Fronteiras (ASF), que visa à aproximação de produtores culturais e intelectuais latino-americanos, e do Instituto Se Toque, que combate o câncer de mama.

### Campanha presidencial de 2010
Em agosto de 2010, Mónica Serra viajou às cidades de Curitiba, Fortaleza, João Pessoa, Natal, Recife, Brasília e Maranhão com o objetivo de atrair votos de eleitores para seu marido. Durante a viagem, ela minimizou a queda de José Serra nas pesquisas de intenção de voto.
Em setembro de 2010, na companhia de Índio da Costa, candidato a vice-presidente na chapa encabeçada por seu marido, Mónica fez campanha em Nova Iguaçu, na Baixada Fluminense. Nessa ocasião, acusou a principal adversária de José Serra, Dilma Rousseff de ser a favor do aborto; segundo reportagem da Agência Estado, Mónica teria dito a um vendedor ambulante: "Ela é a favor de matar as criancinhas".